# Christine Leang
Christine Leang, née le 8 juillet 1980 à Khao-I-Dang (Thaïlande), est une écrivaine française, fondatrice de L'atelier d'écriture by Christine.

## Biographie
Christine Leang, née I'dang Leang, le 8 juillet 1980 à Khao-I-Dang en Thaïlande, est issue de la diaspora chinoise fuyant le régime khmer rouge au Cambodge. Elle arrive en France comme réfugiée politique en octobre 1980, et devient Christine Leang en 1989 lors de sa naturalisation française. Elle passe son enfance et son adolescence à Aulnay-sous-Bois (Seine-Saint-Denis). Les livres, les mots et l’imagination constituent, dit-elle, « l’univers dans lequel [elle] s’évade pour oublier le quotidien d’une enfance difficile et tourmentée ». En 2004, elle obtient un master de littérature américaine à l'université Paris-Sorbonne. 
En 2005, elle s'installe à Shanghai (Chine) où elle est diplômée de l'université Jiaotong. En 2010-2011, à Yangshuo, elle se forme  au TaïChi auprès de maître Fu Neng Bin. Ses questionnements identitaires constituent le matériau de ses premiers écrits.
Rencontrée en 2010 au Shanghai International Literary Festival (en), Alice Pung (en) l'encourage à persévérer dans l'écriture. De 2012 à 2014, elle suit en cours du soir une formation à la discipline de creative writing. Elle continue par la suite à se former à l'écriture de fiction au sein de l'institution new yorkaise Gotham Writers (en). Sa rencontre avec Marie Nimier, à qui elle fait découvrir Shanghai en 2013, est décisive dans sa motivation à envisager l'écriture comme métier .
Embarquement pour la Chine, son premier livre, est publié aux éditions Pacifica Paris en 2013. Une traduction chinoise suit en 2016. Son premier roman, Au royaume des aveugles, est publié en septembre 2021. En février 2023 sort En marge, recueil de nouvelles co-écrit avec six auteurs, qui inaugure la collection Elan dont Christine Leang est directrice de publication. 
Christopher Merrill (en), qui échange avec elle lors de l'événement littéraire Writing as a creative discipline de janvier 2024 à Doha (Qatar) où elle s'est installée en 2021, la pousse à candidater à l'International Writing program (en) de l'Université de l'Iowa dont il est le directeur depuis 2000.

## Ateliers d'écriture et travail dans l'édition

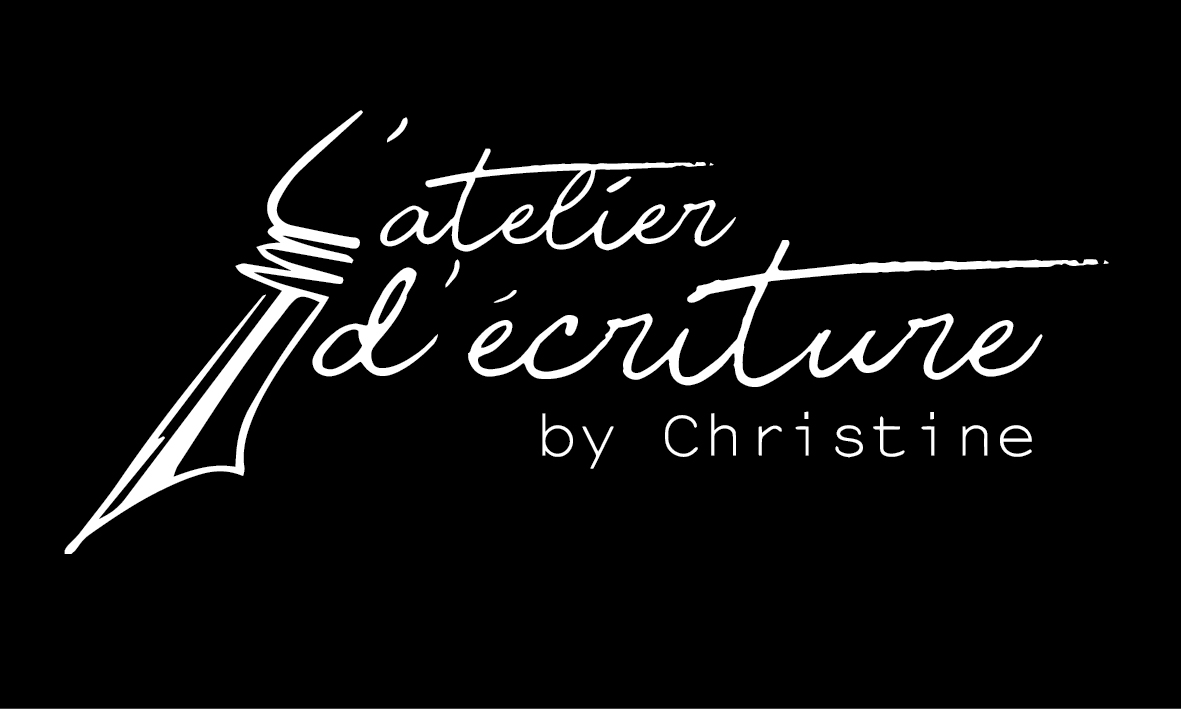
Logo de L'atelier d'écriture by Christine

Christine Leang anime des ateliers d'écriture depuis 2014. En janvier 2018, installée à Casablanca (Maroc), elle y fonde officiellement L’atelier d’écriture by Christine, centre de formation à l'écriture de fiction selon la méthode américaine de creative writing,.  

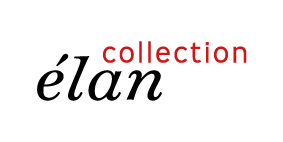
logo de la collection Élan

## Publications

### Romans
- Embarquement pour la Chine : Histoires et destinées françaises dans l'Empire du Milieu, Paris, Pacifica, 2013[14].

- 登上中国的客船--法兰西先行者足迹寻踪 巴黎太平洋通出版社, Paris, Pacifica, 2016.

- Au royaume des aveugles, Paris, Pacifica, 2021[15].

### Nouvelles
- "Ma Chérie", En Marge, (dir. Christine Leang) collection Elan, Paris, Pacifica, 2023.

### Ouvrages collectifs
- Championnes : ici aussi, on peut briller, 2024. En partenariat avec l'association Hand'Joy[16].

### Sur Christine Leang
- Portraits de Shanghai : Shanghai par ceux qui y vivent !, Barbara Guicheteau, Paris, Hikari, 2014.